# الأسبوع الأوروبي للديمقراطية المحلية
«الأسبوع الأوروبي للديمقراطية المحلية» هو حدث سنوي تصحبه فعاليات محلية وقومية تنظمها السلطات المحلية المُشارِكة بالدول الأعضاء في المجلس الأوروبي. ويهدف هذا الأسبوع لتبني المعرفة بالديمقراطية المحلية، والترويج لفكرة المشاركة الديمقراطية على المستوى المحلي. ورغم أن المجلس الأوروبي هو الذي يتولى الإشراف على هذا الأسبوع، فإن كل مجتمع محلي وإقليمي هو الذي يتولى تنظيم الفعاليات المتمركزة على الموضوع المُختار.

## معلومات عامة
اُختير الأسبوع الذي يبدأ بيوم 15 أكتوبر من كل عام ليكون الأسبوع الأوروبي للديمقراطية المحلية، إذ طُرِح الميثاق الأوروبي للحكم الذاتي المحلي للتوقيع عليه في مثل هذا اليوم عام 1985. ويُعَد هذا التاريخ رمزًا للديمقراطية المحلية الأوروبية. واحتفالاً بالذكرى الخمسين لتأسيس مؤتمر السلطات المحلية والإقليمية (الكيان السابق لما يُعرَف الآن بكونجرس السلطات المحلية والإقليمية) عُقِد أول أسبوع أوروبي للديمقراطية المحلية في عام 2007.
يُطرَح في كل عام موضوع فريد وذو صلة ليكون الموضوع الرئيسي لهذا الأسبوع الذي يعمل عليه كل مجتمع. ويكون لهذا الموضوع أهمية كبيرة على المستوى المحلي. ومن بين الموضوعات التي طُرِحت في السابق موضوع الاستدامة على المستوى المحلي. وقد كان الموضوع المُقترَح للأسبوع الأوروبي للديمقراطية المحلية في عام 2011 هو حقوق الإنسان على المستوى المحلي. وعلى الرغم من أن الموضوعات تكون عامة في جميع المجتمعات المحلية والإقليمية، يمكن لكل مجتمع تفسير الموضوع على النحو الأكثر ملاءمةً لحاجاته الخاصة. ويمكن أن تتضمن الفعاليات والأنشطة التي تُنظَم في هذا الأسبوع حملات الملصقات، والمواقع الإلكترونية التفاعلية، واللقاءات العامة، وعمليات التبادل، والأيام المفتوحة، والفعاليات ذات الأهداف الخاصة الموجهة لمجموعات مختلفة من الأفراد، مثل الأطفال.
أما الموضوع الأساسي لهذا الأسبوع في عام 2012، فكان فرض حقوق الإنسان لتأسيس مجتمعات أكثر شمولاً. وشارك في ذلك العام نحو 150 فردًا ينتمون إلى 29 دولة في الفعاليات. وللمرة الأولى، سجلت البلديات في المغرب وتونس للمشاركة في الأسبوع الأوروبي للديمقراطية المحلية من أجل تعزيز الديمقراطية المحلية. وبلغ إجمالي الأنشطة والفعاليات التي نظمتها المدن والقرى والمناطق والاتحادات المحلية والدولية 342 نشاطًا وفعالية. ومن المقرر أن يكون محور الأسبوع الأوروبي للديمقراطية المحلية في عام 2013 هو تحفيز الناس على المشاركة في عمليات صنع القرار على المستوى الشعبي في إطار الموضوع الأساسي المتمثل في «المواطنة الفعالة: تصويت، مشاركة، مساهمة». وقد حصل هذا الموضوع على تصديق دوبرافكا سويسا، التي شغلت مؤخرًا منصب المنسق السياسي للأسبوع الأوروبي للديمقراطية المحلية، ونائب رئيس الكونجرس، وعضو مجلس دوبروفنيك البلدي (كرواتيا). وذلك بعد اجتماع تنسيقي جمع ممثلي المدن والمناطق والاتحادات الأوروبية.

## الهدف والرسائل الأساسية
في حين يوجد الكثير من الأهداف للأسبوع الأوروبي للديمقراطية المحلية، فإن أهم هذه الأهداف موضحة فيما يلي (وفق ما تشير إليه مصادر المجلس الأوروبي):
- تقوية الروابط بين الممثلين المختارين ومجتمعاتهم
- تعزيز المشاركة في العملية الديمقراطية
- إشراك المواطنين في الشؤون المجتمعية
- زيادة معرفة المواطنين بالعمليات والمؤسسات الديمقراطية المحلية
- وجود سلطات محلية تستمع لحاجات المواطنين وتوقعاتهم، وتستوعبها
- تيسير التعاون وتبادل الممارسات الجيدة بين المجتمعات

تشمل الرسائل الأساسية لهذا الحدث السنوي ما يلي:
- رفع وعي المواطنين الأوروبيين بصور الديمقراطية في مجتمعاتهم
- رفع وعي المستشارين المحليين والموظفين التابعين لهم بحاجات المواطنين ومخاوفهم
- التأكيد على أن الديمقراطية المحلية أحد المكونات الرئيسية اللازمة لبناء أوروبا متحدة وديمقراطية